# 綱島理友
綱島 理友（つなしま りとも、1954年8月15日 - ）は、日本のプロ野球史研究家、プロ野球意匠学研究家、野球コラムニスト、編集者、エッセイスト。有限会社綱島理友事務所所属。日本プロ野球の歴史研究、特にユニフォームなどの意匠研究の第一人者として知られ、著書の出版のほか、複数のプロ野球チームに研究成果を提供している。

## ペンネーム
本名は武藤誠一郎。ペンネームの苗字の「綱島」は住んでいた横浜市港北区の地名「綱島」に由来、名前の「理友」はイタリア・フィアット社の小型車、リトモに由来する。なお活動初期には「理友」を「よしとも」と読ませていた。

### 経歴
神奈川県横浜市中区に生まれ。東京都立桜町高等学校、日本大学藝術学部美術学科（デザインコース）卒業。
大学卒業後は、出版社である勁文社に勤務した。その後は平凡出版（現在のマガジンハウス）において雑誌、『POPEYE』や、『BRUTUS』等の創刊から編集に参加。1980年代に『POPEYE』編集部在籍中の特集原稿で綱島理友のペンネームを用い始め、やがて外部からの原稿依頼も来るようになった。フリーランスとしての執筆活動を開始した。2004年2月に個人会社として「有限会社綱島理友事務所」を設立。自身の活動の窓口としている。2000年代以降は、主に「プロ野球意匠学研究家」として、プロ野球関係の執筆や講演等を行っている（「野球関連」節参照）。

### 野球関連
1963年、9歳の時に大洋ホエールズ子供会に入会して以来の横浜DeNAベイスターズファンである。綱島が子供会に入会した当時の大洋は名将と呼ばれた三原脩が監督を務めていたものの、大洋監督に就任した1960年以降の成績は日本一→6位→2位→5位→2位と、まさに乱高下を繰り返していた。1962年・1964年は優勝に手が届く位置につけながらも、土壇場で阪神タイガースに逆転を許している。当時の阪神のビジターユニフォームは背番号が明朝体。川崎球場に通い詰めた綱島は明朝体の数字を見ると強い阪神というイメージが浮かぶという。また、近藤和彦を憧れの選手として挙げている。
プロ野球のユニフォーム研究の第一人者であり、1999年に週刊ベースボールで「ユニフォーム物語」（以下、ユニ物）をスタートして以来、同誌での連載は2009年で10周年を迎えている（ユニ物は4月19日号に開始し、2004年春ごろまで連載。2005年3月には先述の連載などをまとめた書籍「プロ野球ユニフォーム物語」が発行され、2000年代後半以降の日本プロ野球界における復刻ユニフォーム・ブームのきっかけとなった）。
ユニ物終了後、2004年から2006年3月まで「野球古本史」、2006年4月から5月に先述の書籍出版後に登場したユニフォームを補足する「続プロ野球ユニフォーム物語」を短期連載（先述の書籍発行直前にも、締め切り以降に登場したユニフォームを単発で紹介した）、2006年6月から2011年3月までユニ物のコンセプトを受け継ぐ「ベースボール意匠学」を連載。
2011年3月から「新・ユニフォーム物語(イラスト・イワヰマサタカ)」の連載が開始された。
山本哲士らで設立された野球文化学會の会員でもある。
2001年、ユニ物などで取り上げた題材を掲載するウェブサイト「綱島プロ野球意匠学研究所」を開設（後に意匠以外の題材が増えてきたことから「綱島プロ野球研究所」に改称）。ユニ物の連載の一部のほか、日本プロ野球チームのニックネームの由来についての記事などを掲載している。2003年には、「The Ritomo's Baseball Club」というファッションブランドを立ち上げ、日本のプロ野球チームの歴代ユニフォームなどのイラストを配した「ベースボール・アロハシャツ」をプロデュース・発売。その後は同趣旨のデザインのTシャツも発売している。
2008年より埼玉西武ライオンズが埼玉移転30周年企画のひとつとして始まった、西鉄ライオンズなど福岡本拠地時代からの歴史を振り返るライオンズ・クラシックというイベントの中で開催された「ライオンズ史研究室」で講師をつとめる（2009年は埼玉移転後のライオンズを取り上げた）。この企画に参加して以来、ライオンズ球団の姿勢に共感。以後の講演などで、すっかり埼玉西武ライオンズのファンになってしまったと語っている。同じように復刻版ユニフォームを使う「GREAT CENTRAL」〜レジェンドユニフォームシリーズ2012〜（2012年・セントラル・リーグ主催）においても、復刻ユニフォームの選定・プロデュースを行った。
2010年に阪神甲子園球場内にオープンした甲子園歴史館に展示してある、阪神タイガース歴代ユニフォームのイラストは綱島が描いたものである。

## 著書
- 女の子エスニック図鑑（勁文社、みうらじゅんとの共著）
- 街のイマイチ君（マガジンハウス、後に講談社から文庫化）
- イマイチ君の理由なき探検（マガジンハウス）
- プロ野球の素（マガジンハウス）
- 出動! イマイチ探検隊（東京書籍）
- お菓子帖（マガジンハウス、後に朝日新聞社から文庫化）
- イマイチ君の東京トボトボ探検隊（サンマーク出版）
- 東京タワーのペンキ塗り（マガジンハウス）
- 元ポパイ少年と元JJガールの新東京リポート（朝日新聞社、山田美保子との共著）
- ぼくらは愉快犯（双葉社）
- 体育のめし（同文書院）
- 全日本荒唐無稽観光団（講談社）
- マスコット物語（スターツ出版）
- 猫メシのサジかげん（朝日新聞社）
- 全日本お瑣末探偵団（講談社）
- 全日本なんでか大疑問調査団（講談社）
- ボクを野球場に連れてって（朝日新聞社）
- もの食うスポーツマン（同文書院）
- マスコット物語2（スターツ出版）
- アトム・シールと鉄人ワッペン（淡交社）
- 体育の着こなし（イースト・プレス）
- それマジ!?（講談社）
- よろず古本綱島探書堂（実業之日本社）
- プロ野球ユニフォーム物語（ベースボール・マガジン社、綿谷寛〔イラスト担当〕との共著）
- スポーツマスコット図鑑（PHP研究所、監修）
- 日本プロ野球ユニフォーム大図鑑（ベースボールマガジン社、2013年。全3巻）※プロ野球ユニフォーム物語の大幅増強版
- 綱島理友のアメリカン・ベースボール徹底攻略ブック（ベースボールマガジン社、2015年）※綱島理友事務所名義での執筆、編集。
- 野球帽大図鑑（朝日新聞出版、2020年）